# Distretto di Siraha
Il distretto di Siraha è una distretto del Nepal, in seguito alla riforma costituzionale del 2015 fa parte della provincia di Madhesh.   
Il capoluogo è Siraha.
Geograficamente il distretto appartiene alla zona pianeggiante del Terai.
Il principale gruppo etnico presente nel distretto sono gli Yadav.

## Municipalità
Il distretto è suddiviso in diciassette municipalità, otto sono urbane e nove rurali.
Urbane
- Lahan, Nepal
- Dhangadhimai
- Siraha
- Golbazar
- Mirchaiya
- Kalyanpur
- Karjanha
- Sukhipur

Rurali
- Bhagwanpur, Siraha
- Aurahi
- Bishnupur
- Bariyarpatti
- Lakshmipur Patari
- Naraha
- Sakhuwanankar Katti
- Arnama
- Navarajpur